# Арне Тіселіус
Арне Тіселіус (швед. Arne Wilhelm Kaurin Tiselius) (10 серпня 1902, Стокгольм — 29 жовтня 1971, Упсала) — шведський біохімік, член Шведської академії наук (з 1956 президент).

## Біографія
У 1938-68 — професор біохімії та директор біохімічного інституту. Лавреат Нобелівської премії з хімії (1948).

## Основні роботи
Основні праці присвячені методам електрофоретичних і хроматографічних досліджень високомолекулярних сполук. Довів комплексну природу білків сироватки крові.